# Biblioteca Ambrosiana
La Biblioteca Ambrosiana és una biblioteca històrica de la ciutat de Milà que també conté la galeria d'art coneguda com a Pinacoteca Ambrosiana. Amb el nom d'Ambròs, el sant patró de Milà, fou fundada el 1607 pel Cardenal Federico Borromeo (1564-1631), que buscà per tota l'Europa occidental, incloses Grècia i Síria, llibres i manuscrits.

## Història
Durant les dues estades del cardenal milanès Borromeu a Roma, els anys 1585-95 i 1597-1601, va planejar desenvolupar una biblioteca a Milà, que estaria oberta als erudits al servei de la contrareforma catòlica per frenar l'avenç de la reforma protestant.
La construcció va començar el 1603 sota el disseny i la direcció de Lelio Buzzi i de Francesco Maria Richini. L'edifici es va inaugurar el dia 8 de desembre de 1609, fet que la converteix en la cinquena biblioteca més antiga d'Europa després de la biblioteca Malatestiana (Cesena, 1454), la biblioteca dei Girolamini (Nàpols, 1586), la biblioteca Bodleiana (Oxford , 1602) i de la biblioteca Angelica (Roma, 1604). Disposava d'una sala de lectura, la Sala Fredericiana, una impremta i una escola per a la instrucció a les llengües clàssiques. Al moment d'obrir, els fons constaven de 15.000 manuscrits i el doble de llibres impresos, que s'emmagatzemaven en baguls al llarg de les parets, en lloc d'estar encadenades a les taules de lectura, una pràctica encara present avui a la biblioteca Laurenciana de Florència.
Algunes adquisicions importants de biblioteques completes foren els manuscrits del monestir benedictí de Bobbio (1606) i de la biblioteca del paduà Vincenzo Pinelli, amb vuit-cents manuscrits, incloent la famosa Ilíada il·lustrada o la Ilias Picta.
Les adquisicions constants, augmentades per llegats, van requerir una ampliació de l'espai. El 1611 es va iniciar la construcció d'un nou edifici, acabat el 1618, que incloïa també una pinacoteca per acollir principalment la col·lecció de pintures i dibuixos donades pel cardenal. Actualment hi ha uns 12.000 dibuixos d'artistes europeus, des del segle xiv al xix, procedents d'una àmplia varietat d'orígens.
El 1625 es va obrir l'acadèmia Ambrosiana. Actualment compta amb una acadèmia de doctors, semblant als de la biblioteca Vaticana. Entre les seves figures més rellevants que han passat per la mateixa es pot destacar a: Giuseppe Ripamonti, Ludovico Antonio Muratori, Giuseppe Antonio Sassi, el cardenal Angelo Mai i, a principis del segle xx, Antonio Maria Ceriani, Achille Ratti (el futur papa Pius XI), i Giovanni Mercati.
Poc després de la mort del cardenal Borromeo, la biblioteca va adquirir dotze manuscrits de Leonardo da Vinci, incloent-hi el còdex Atlanticus. Els preats manuscrits, incloent els còdexs de Leonardo, van ser requisats pels francesos durant l'ocupació napoleònica, i només van tornar en part després de 1815. Entre els manuscrits hi ha el fragment Muratorià, d'aproximadament el 170 dC. C., l'exemple més primerenc d'un cànon bíblic.
L'edifici i els vitralls, realitzats pel pintor Carlo Bazzi, van ser malmesos durant la Segona Guerra Mundial alhora que es vam perdre els arxius dels llibrets de l'òpera de la Scala, però va ser restaurat el 1952, amb modificacions importants durant els anys 1990. Fins al 2007 el rector i prefecte va ser el cardenal Gianfranco Ravasi.